# Vigilante Shit
"Vigilante Shit" és una cançó escrita i gravada per la cantant i compositora estatunidenca Taylor Swift per al seu àlbum Midnights (2022). Produït per Swift i Jack Antonoff, té una producció minimalista basada en ritmes trap, baixos lleugers i tons electrònics, i tambors polsants. Líricament, la cançó és una declaració de venjança "noirista", apuntant a un enemic i anima a altres dones a fer el mateix. "Vigilante Shit" va assolir el nou lloc al Billboard Global 200 i es va situar entre els 10 millors al Canadà, Malàisia, les Filipines i els Estats Units. Va ser inclòs a la llista de concerts de la sisena gira de concerts de Swift, The Eras Tour (2023).